# Bugesera FC
Der Bugesera Football Club ist ein 2006 gegründeter ruandischer Fußballverein aus Nyamata.

## Stadion
Seine Heimspiele trägt der Verein seit Herbst 2019 im Bugesera Stadium in Nyamata aus. Das vorherige Vereinsgelände war insbesondere während der Regenzeit kaum benutzbar. Das neue Stadion hat überdachte Sitzplätze für 3000 Personen und insgesamt ein Fassungsvermögen von 10.000 Personen.

## Erfolge
- Ruandischer Pokalfinalist: 2024
- Ruandischer Zweitligameister: 2014/15

## Saisonplatzierung
| Saison  | Liga                    | Level | Platz          |
| ------- | ----------------------- | ----- | -------------- |
| 2011/12 | Rwandan Second Division | 2     | 8. (Itsinda A) |
| 2012/13 | Rwandan Second Division | 2     | 3.             |
| 2013/14 | Rwandan Second Division | 2     | 3. (Itsinda B) |
| 2014/15 | Rwandan Second Division | 2     | 1. ▲           |
| 2015/16 | Rwanda Premier League   | 1     | 7.             |
| 2016/17 | Rwanda Premier League   | 1     | 5.             |
| 2017/18 | Rwanda Premier League   | 1     | 11.            |
| 2018/19 | Rwanda Premier League   | 1     | 12.            |
| 2019/20 | Rwanda Premier League   | 1     | 8.             |
| 2020/21 | Rwanda Premier League   | 1     | 8.             |
| 2021/22 | Rwanda Premier League   | 1     | 8.             |
| 2022/23 | Rwanda Premier League   | 1     | 13.            |
| 2023/24 | Rwanda Premier League   | 1     | 13.            |
| 2024/25 | Rwanda Premier League   | 1     | 6.             |
| 2025/26 | Rwanda Premier League   | 1     |                |

Quelle: rsssf.org